# Gà tre Bốt

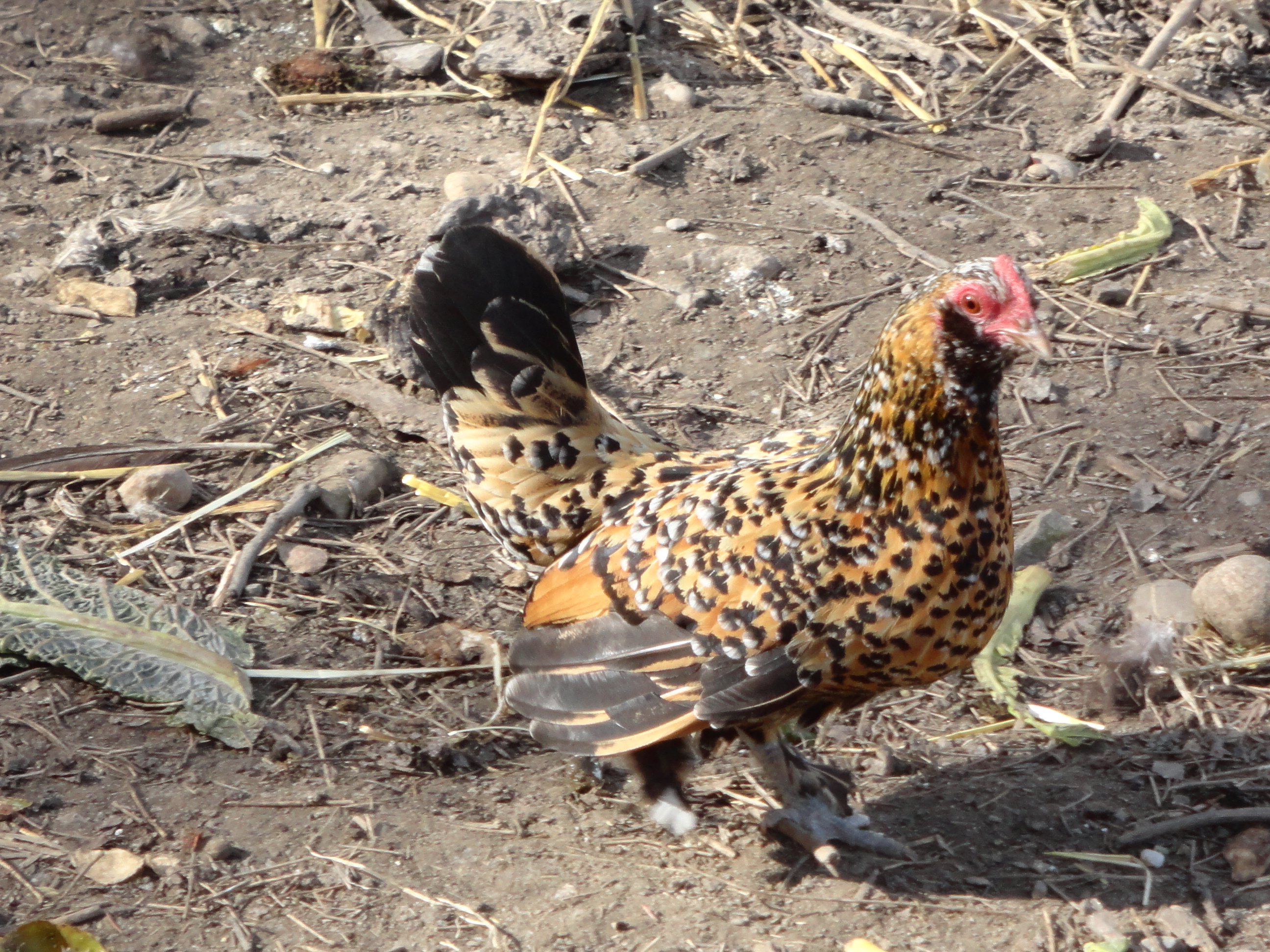
Một con gà tre Bốt (Sabelpote) mái

Gà tre Bốt (Bantam Booted) hoặc gà tre Hà Lan (tiếng Hà Lan: Sabelpoot) là giống gà tre (bantam) có nguồn gốc từ Hà Lan. Tên gọi của nó có nguồn gốc từ lông vũ lộng lẫy trên bàn chân và khớp chúng còn được gọi là kền kền hoặc "sabels" bằng tiếng Hà Lan. Đây là giống gà được ưa chuộng để nuôi làm gà kiểng.

## Đặc điểm
Chúng không có giống gà cỡ lớn đã được thu nhỏ, gà tre Boot là một trong những con gà bantam thực sự. Con trống thường nặng khoảng 850 gram (30 ounces) và con mái năng từ 750 gram (27 ounces). Tiêu chuẩn của Mỹ quy định kích thước lý tưởng nhỏ hơn 740gram (26 ounces) đối với con trống và 625 (22 ounces) đối với con mái.Chúng là giống gà có bộ lông xù rậm. Chúng có lưng rộng, ngực nhô về phía trước và cánh tương đối lớn, hướng xuống theo sau, chúng không hoàn toàn chạm đến sàn mặc dù.
Chúng có mỏ màu sừng, vòng màu đỏ và tai dái đỏ. Hầu như chỉ là một con gà triển lãm được nuôi bởi những người nuôi gà, chúng xuất hiện trong hơn hai mươi loại màu. Chúng là giống thường thân thiện và bình tĩnh. Chúng là những loài tốt, và được cho là gây thiệt hại ít hơn cho các loại cây làm vườn vì chúng có đôi chân dày đặc. Tuy nhiên, hầu hết các nhà lai tạo giữ gà của họ bị hạn chế và trên giường mềm để duy trì những lông này. Gà mái dễ dàng cho trứng và đẻ trứng rất nhỏ màu trắng hoặc nhuộm màu. Việc đẻ trứng của chúng là đáng nể, đặc biệt là vào mùa hè.

## Lịch sử
Giống gà này có liên quan chặt chẽ với gà râu Bỉ (Barbu d'Uccle) của Bỉ. Sự khác biệt đáng kể nhất trong cấu tạo giữa hai bộ lông là bộ lông của d'Uccle và chiều cao lớn hơn của Booted. Một số nguồn khẳng định rằng hai giống này có cùng một điểm gốc, với một nhà lai tạo người Bỉ vào khoảng đầu thế kỷ 20. Các nguồn khác chỉ ra một sự hiện diện rõ ràng ở Hà Lan kể từ thế kỷ 16, và lưu ý rằng giống gà Bantam này được biết đến ngày nay ở Hà Lan, là Nederlandse Sabelpootkriel. Bất kể mối quan hệ chính xác của chúng, Bantams Booted và Bearded d'Uccles chỉ là hai trong số ít các giống gà có chuồng nuôi (gà Sultans cũng vậy).
Chúng được phổ biến trên khắp châu Âu trong hàng trăm năm, được nhập khẩu vào Bắc Mỹ từ Đức vào cuối thế kỷ 19. Nó đã được Hiệp hội Gia cầm Mỹ chính thức công nhận vào năm 1879. Nó cũng được Hiệp hội Bantam Mỹ công nhận và được phân loại. Giống gà này ở Anh được phục vụ bởi Hiệp hội Bantam được khởi động ở Vương quốc Anh. Loài này có 11 màu được Câu lạc bộ Gia cầm của Anh Quốc chấp nhận. Gồm là màu đen, đen đốm, màu xanh, buff đốm, cúc cu, hoa oải hương, millefleur chanh, millefleur, sứ, bạc millefleur, trắng.
Giống đen trắng được tạo ra ở Anh và đã ở đây hơn 100 năm. Trong những năm gần đây nhiều màu sắc đã được nhập khẩu vào Anh từ lục địa châu Âu và màu sắc phổ biến nhất cho đến nay là Lemon Millefleur Booted Bantam. Mặc dù không được hiển thị với số lượng lớn hiện nay chúng là một vật nuôi rất phổ biến và đang trở nên phổ biến hơn trong các khu vườn sau. Chúng là một giống có thể dễ bị mắc bệnh Mareks mặc dù điều này có thể được sinh ra trong vòng vài năm.